# Jozef Štepánek
Jozef Štepánek [jozef štěpánek] (* 16. září 1948) je bývalý slovenský fotbalista, obránce.

## Fotbalová kariéra
V československé lize hrál za Duklu Banská Bystrica a Tatran Prešov. Nastoupil v 51 ligových utkáních a dal 6 gólů. V Poháru UEFA nastoupil ve 3 utkáních.

## Ligová bilance
| Ročník                                   | Zápasy | Góly | Klub                  |
| ---------------------------------------- | ------ | ---- | --------------------- |
| 1. československá fotbalová liga 1968/69 | 7      | 0    | Dukla Banská Bystrica |
| 1. československá fotbalová liga 1970/71 | 14     | 2    | Tatran Prešov         |
| 1. československá fotbalová liga 1971/72 | 20     | 3    | Tatran Prešov         |
| 1. československá fotbalová liga 1972/73 | 8      | 1    | Tatran Prešov         |
| 1. československá fotbalová liga 1973/74 | 2      | 0    | Tatran Prešov         |
| CELKEM                                   | 51     | 6    |                       |